# Галијате
Галијате (итал. Galliate) је насеље у Италији у округу Новара, региону Пијемонт.
Према процени из 2011. у насељу је живело 14649 становника. Насеље се налази на надморској висини од 156 м.

## Становништво
| 1936.  | 1951.  | 1961.  | 1971.  | 1981.  | 1991.  | 2001.  | 2011.  |
| ------ | ------ | ------ | ------ | ------ | ------ | ------ | ------ |
| 10.284 | 11.151 | 12.549 | 13.737 | 13.895 | 13.341 | 13.448 | 15.008 |